# Powiat Mezőtúr
Powiat Mezőtúr (węg. Mezőtúri járás) – jeden z siedmiu powiatów komitatu Jász-Nagykun-Szolnok na Węgrzech. Siedzibą władz jest miasto Mezőtúr.

## Miejscowości powiatu Mezőtúr
- Kétpó
- Mesterszállás
- Mezőhék
- Mezőtúr
- Túrkeve